# Al-Kawthar
Sūrat al-Kawthar (arabisk: سورة الكوثر; "Overflod") er den 108. sura i Koranen.
- بِسْمِ اللَّـهِ الرَّحْمَـٰنِ الرَّحِيمِ
  - I den nådige og barmhjertige Guds navn.

- إِنَّا أَعْطَيْنَاكَ الْكَوْثَرَ
  - Vi har skænket dig overflod,

- فَصَلِّ لِرَبِّكَ وَانْحَرْ
  - så bed til din Herre og giv slagtoffer!

- إِنَّ شَانِئَكَ هُوَ الْأَبْتَرُ
  - Den, der hader dig, får intet afkom